# Bicyclus jefferyi
Bicyclus jefferyi är en fjärilsart som beskrevs av Fox 1963. Bicyclus jefferyi ingår i släktet Bicyclus och familjen praktfjärilar. IUCN kategoriserar arten globalt som livskraftig. Inga underarter finns listade i Catalogue of Life.